# Bedřich Kisch
Bedřich Kisch (rodným jménem Friedrich Eduard Kisch, čínským jménem Ťi Zuej-te, 18. dubna 1894 Praha – 13. září 1968 Západní Berlín) byl česko-německý lékař a válečný chirurg židovského původu, mladší bratr německy píšících žurnalistů Egona Erwina a Paula Kischových. Působil jako bojový lékař v rámci československých interbrigád během španělské občanské války, a posléze pak na asijské frontě druhé světové války, v Číně a Indii.
Počeštělé křestní jméno Bedřich začal užívat až po roce 1945.

## Život

### Mládí a studia
Narodil se jako Friedrich Eduard Kisch v tradiční židovské rodině, jako nejstarší z pěti synů zámožného obchodníka se suknem Hermanna Kische (1838–1901) a jeho druhé manželky Ernestiny (*1862), rozené Kuhové. Rodina žila v pražském staroměstském domě čp. 475/I U Dvou zlatých medvědů v Melantrichově ulici. Vystudoval gymnázium a následně pak medicínu, pravděpodobně na německé lékařské fakultě Univerzity Karlovy v Praze.

### Interbrigády
Po vypuknutí občanské války ve Španělsku v létě roku 1936 se Friedrich Kisch zapojil do řad zdravotnického personálu tzv. Interbrigád, vojenských jednotek zahraničních dobrovolníků k podpoře španělské republikánské demokratické vlády proti fašistickým silám generála Franca. Stejně jako dalších přibližně 1200 Čechoslováků (velkou, necelou poloviční, část z nich tvořili českoslovenští komunisté), odcestoval Kisch na přelomu let 1936 a 1937 do Španělska, kde se spolu s MUDr. Karlem Holubcem podílel na zřízení a provozu Polní nemocnice Jana Amose Komenského, provozované díky veřejné sbírce. Spolu s nimi zde působili také lékaři František Kriegel, Franz Jensen (rovněž židovského původu), Marie Holubcová, manželka Karla Holubce, a také lékařky Dora Kleinová či farmaceutky Helena Petránková nebo Vlasta Veselá. Nemocnice působila v oblasti bojů v lokalitě opuštěného kláštera v Guadalajaře, roku 1937 se pak přesunula do Valencie, potom do oblasti Barcelony. Během války byla tato zdravotnická zařízení opakovaně terčem náletů.
Roku 1938 převzal MUDr. Friedrich Kisch provoz polní nemocnice po Karlu Holubcovi, který se s manželkou navrátil do Československa. Během svého nasazení se setkával se svým bratrem Egonem Erwinem, který zde působil jako válečný reportér.[chybí lepší zdroj]

### Druhá světová válka
Po odvolání interbrigád a porážce republikánských sil se většina interbrigadistů přesunula do roku 1939 do Francie, kde byli umístěni do internačních táborů. Aby předešli tomuto osudu, odcestoval Kisch spolu s Krieglem, Jensenem a některými dalšími zdravotníky roku 1939 v rámci tzv. Mezinárodní zdravotnické brigády prostřednictvím čínského Červeného kříže k frontovému lékařskému nasazení v jihovýchodní Číně, kde vojska Čínské republiky s podporou Spojenců bojovala s japonskou okupační armádou. Skupina asi 20 lékařů vyplula lodí z Marseille a po několika měsících dorazila k cíli. Pro výkon zdravotické profese museli evropští lékaři zvládnout základy čínštiny a rovněž pro zjednodušení tlumočení jejich jmen zde uživali čínská jména. Friedrich Kisch zde užíval jméno Ťi Zuej-te. Od skupiny českých lékařů se roku 1942 oddělil František Kriegel, který se přihlásil k nasazení v britské Barmě a Indii, kde si posléze vysloužil hodnost majora. Taktéž u Friedricha Kische se roku 1943 uvádí jeho indické působení.
Rodina Kischova byla během války postižena holokaustem iniciovaným nacistickým Německem. Bratr Paul Kisch, který okupované Československo neopustil, byl i s rodinou roku 1943 transportován z Prahy do koncentračního tábora Terezín. Odtud byl Paul Kisch 12. října 1944 převezen do Osvětimi, kde byl po příjezdu zavražděn v plynové komoře, stejně jako jeho choť Editha Langerová. S nimi zahynul i jejich syn René Robert Jentsch (1941–1943, příjmení odpovídá příjmení matky za svobodna).

### Po roce 1945
Po skončení druhé světové války se Friedrich Kisch navrátil do Československa. Zde pak, kvůli německy znějícímu křestnímu jménu, začal užívat počeštělé křestní jméno Bedřich. Stejně tak se vrátil také František Kriegel, Fritz Jensen naproti tomu v Číně zůstal, nadále zde působil jako lékař a posléze se stal obětí bombového atentátu v čínském vládním letadle.
Kisch pak nadále působil v Praze. Roku 1952 obdržel Řád práce. Zajistil rovněž vydání své korespondence se svým bratrem E. E. Kischem. Po invazi vojsk Varšavské smlouvy 21. srpna 1968 se rozhodl emigrovat z Československa[chybí lepší zdroj] a v řádu dnů po vojenském vpádu odešel do Západního Berlína. Krátce nato zde pak 13. září 1968 také zemřel.
V pozdním věku se oženil s Julií Kischovou.

### Po smrti
Roku 1985 byl z iniciativy čínské vlády v lesoparku Tchu-jün-kuan ve městě Kuej-jang odhalen mramorový památník nesoucí jména cizích frontových lékařů, kteří zde během druhé světové války působili.
V depozitáři Národního muzea je uložena Kischova posmrtná maska.

## Bratři Kischové
Sourozenci Bedřicha Kische byli:
- Paul Kisch (1883–1944) byl novinář a spisovatel, zahynul během holokaustu v Osvětimi
- Egon Erwin Kisch (1885–1948), reportér, nejznámější z bratrů Kischů
- Wolfgang Kisch (1887–1914) byl obchodník, padl v první světové válce
- JUDr. Arnold Kisch (1889–1942) byl bankovní právník, zahynul během holokaustu v Łódźi.[12]